# Снігохід

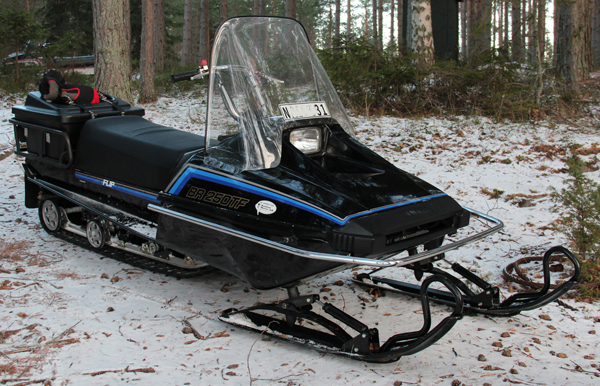

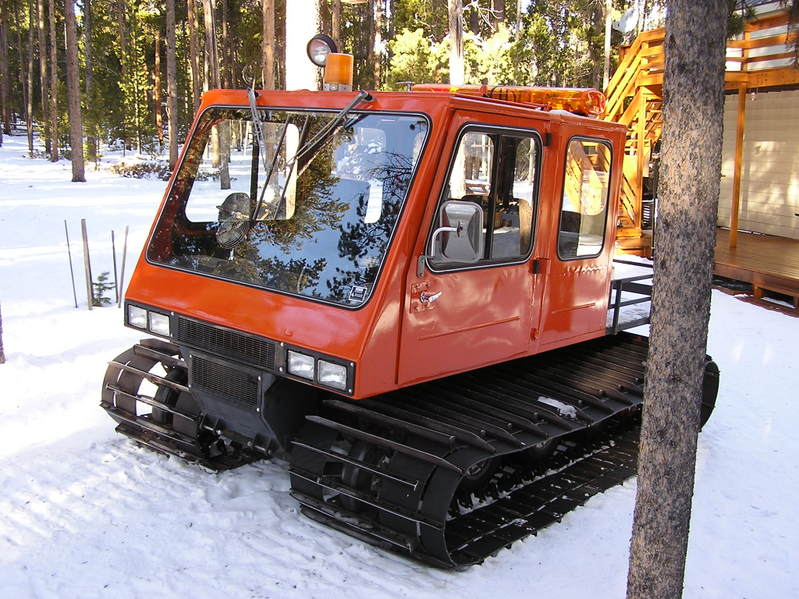
Варіант снігохода на гусеницях

Снігохíд — самохідні, переважно механічні, механізми для пересування по снігу.
Снігоходи поділяються на декілька груп:
- 1) аеросани, що приводяться повітряним гвинтом.

Аеросани бувають одно- та багатомісні;
- 2) мотосани[1] або мотолижі–снігоходи. Мають легку металеву раму, покриту пластиком, передні напрямні лижі та гумово-металеві гусениці, що приводяться в рух мотоциклетним мотором.

- 3) штовхачі чи буксирувальники для лижників.

Рушій може бути довільного типу — спеціальне колесо (зі шпорами, з ланцюгом, з лопатками, повітряний гвинт і навіть вітрила.

## Виноски
1. ↑  Мотосани. — Словник української мови[недоступне посилання з липня 2019]